# Szuzuki Mikuru
Szuzuki Mikuru (japánul: 鈴木 未来, átírással: Mikuru Suzuki; Kagava prefektúra, 1982. február 5. –) japán dartsjátékos. 2016-tól 2020-ig a British Darts Organisation, majd 2019-től a Professional Darts Corporation tagja. 2019-ben és 2020-ban megnyerte a BDO női világbajnokságát. Beceneve "The Miracle".

## Pályafutása
Szuzuki a nemzetközi selejtezőn keresztül jutott el a 2019-es BDO-dartsvilágbajnokságra, ahol első részvétele alkalmával megnyerte a nők számára kiírt bajnokságot, az első fordulóban a kétszeres világbajnok Lisa Ashtont búcsúztatva, a döntőben pedig Lorraine Winstanley-t 3–0-ra legyőzve. 2019-ben vett részt először a BDO World Trophy versenyén, ahol a negyeddöntőig jutott. Októberben megnyerte a World Darts Federation női Világkupa-versenyét. Az év végén elindulhatott a 2020-as PDC-dartsvilágbajnokságon, miután megnyerte a nők nemzetközi selejtezőjét. Ott két szettet is nyert az első fordulóban James Richardson ellen, de végül 3–2-es vereséget szenvedett, így két nappal később Fallon Sherrock lett az első nő a PDC világbajnokságának történetében, aki mérkőzést tudott nyerni. A 2020-as BDO-dartsvilágbajnokságon megvédte egy évvel korábban szerzett elsőségét a női mezőnyben, miután a döntőben 3–0-ra győzött Lisa Ashton ellen.

## Világbajnoki szereplései

### BDO
- 2019: Győztes ( Lorraine Winstanley ellen 3–0)
- 2020: Győztes ( Lisa Ashton ellen 3–0)
- 2022: Második kör (vereség  Aileen de Graaf ellen 1–2)

### PDC
- 2020: Első kör (vereség  James Richardson ellen 2–3)
- 2024: Első kör (vereség  Ricardo Pietreczko ellen 0–3)

## Döntői

### BDO nagytornák: 2 döntős szereplés
| Történet                 |
| BDO Világbajnokság (2–0) |

| Eredmény | Sorszám | Év   | Bajnokság                | Ellenfél a döntőben | Pontok   |
| Győztes  | 1.      | 2019 | BDO Világbajnokság (női) | Lorraine Winstanley | 3–0 (sz) |
| Győztes  | 2.      | 2020 | BDO Világbajnokság (női) | Lisa Ashton         | 3–0 (sz) |

1. ↑  (l) = pontszám legekben, (sz) = pontszám szettekben.

## Tornagyőzelmei
| - PDC Women's Series: 2021, 2023 (x3), 2024 (x2) - Hong Kong Open: 2015, 2017, 2018 - Japan Open: 2018, 2022 - Korean Open: 2018 | - Pacific Masters: 2019 - Swedish Open: 2019 - West Japan Cup: 2022 - WDF World Cup (női egyéni): 2019 - WDF World Cup (női páros): 2019 - WDF Asia-Pacific Cup (női egyéni): 2016, 2018 |